# Hongarije op het Eurovisiesongfestival 1997
Hongarije nam deel aan het Eurovisiesongfestival 1997 in Dublin, Ierland. Het was de 3de deelname van het land op het Eurovisiesongfestival. MTV was verantwoordelijk voor de Hongaarse bijdrage voor de editie van 1997.

## Selectieprocedure
De nationale finale werd georganiseerd op 28 februari 1997 in de tv-studio's van de nationale omroep in Boedapest en werd gepresenteerd door Istvan Vago.
In totaal deden er 19 artiesten mee aan deze nationale finale en de winnaar werd er gekozen door 5 regionale jury's.

| Volgorde | Artiest             | Lied                                   | Punten | Plaats |
| -------- | ------------------- | -------------------------------------- | ------ | ------ |
| 1        | Rockfort            | "Jolly"                                | 14     | 3      |
| 2        | Marianna Rozsi      | "Nem bújhatsz el"                      | 0      | 14=    |
| 3        | Adrienne Almási     | "Eltévedt üzenet"                      | 0      | 14=    |
| 4        | Szerda Délután      | "Valami eltűnt"                        | 0      | 14=    |
| 5        | Melinda és Lui      | "Talán"                                | 0      | 14=    |
| 6        | Orsi                | "Választok egy csillagot"              | 10     | 6      |
| 7        | VIP                 | "Miért kell, hogy elmenj?"             | 27     | 1      |
| 8        | Orsolya Ferencz     | "Ne bántsd a feketerigót"              | 0      | 14=    |
| 9        | CET                 | "Egy pillanat volt"                    | 12     | 5      |
| 10       | Péter Popper        | "Szavak nélkül"                        | 5      | 9=     |
| 11       | Veronika Nádasi     | "Tavasz a télben"                      | 21     | 2      |
| 12       | Csilla Auth         | "Nem lehet az utolsó az első szerelem" | 3      | 11=    |
| 13       | Dina                | "Ugye szólsz"                          | 5      | 9=     |
| 14       | Cotton Club Singers | "Úgy szeress, mint én"                 | 8      | 7=     |
| 15       | Gábor Majsai        | "Mitől olvad a szíved fel?"            | 3      | 11=    |
| 16       | Harvest             | "A hatordik sorban"                    | 0      | 14=    |
| 17       | Yellow Rebel        | "Csak te legyél"                       | 1      | 13     |
| 18       | Tamas Takáts        | "Újra itt volnál"                      | 8      | 7=     |
| 19       | Renáta Krassy       | "Dal neked"                            | 13     | 4      |

## In Dublin
In Ierland moest Hongarije optreden als 19de van 25 deelnemers, na Malta en voor Rusland.
Op het einde van de puntentelling bleken ze een 12de plaats te hebben bereikt, met een totaal van 39 punten.
België nam niet deel in 1997 en Nederland had geen punten over voor deze inzending.

### Gekregen punten

#### Finale
| 12 punten                               | 10 punten | 8 punten              | 7 punten          | 6 punten |
| --------------------------------------- | --------- | --------------------- | ----------------- | -------- |
|                                         |           | - Verenigd Koninkrijk |                   |          |
| 5 punten                                | 4 punten  | 3 punten              | 2 punten          | 1 punt   |
| - Estland - Frankrijk - IJsland - Polen | - Ierland | - Turkije             | - Kroatië - Malta |          |

### Punten gegeven door Hongarije

#### Finale
Punten gegeven in de finale:
| 12 punten | Verenigd Koninkrijk |
| 10 punten | Spanje              |
| 8 punten  | Ierland             |
| 7 punten  | Polen               |
| 6 punten  | Turkije             |
| 5 punten  | Oostenrijk          |
| 4 punten  | Estland             |
| 3 punten  | Italië              |
| 2 punten  | Frankrijk           |
| 1 punt    | Duitsland           |